# Ромеро Лопес, Хосе Мария
Хосе Мария Ромеро Лопес (исп. José María Romero López; 15 мая 1815, Севилья - 1880, там же) – испанский живописец. педагог. Представитель романтизма.

## Биография
С 1841 года преподавал в Академии изящных искусств в Севилье, членом которой затем он стал. Среди его известных учеников – Хосе Вильегас Кордеро.
В 1866 году переехал в Кадис, где также стал членом местной академии. Вероятно, в 1875 году вернулся в Севилью.
Художник-портретист, жанрист, автор картин на религиозные темы, исторического жанра
Писал под влиянием творчеством Мурильо. Участвовал в нескольких национальных выставках изящных искусств и получил награды в 1840, 1858, 1860, 1862 и 1879 годах.
Среди его учеников был Хосе Вильегас Кордеро.

## Галерея

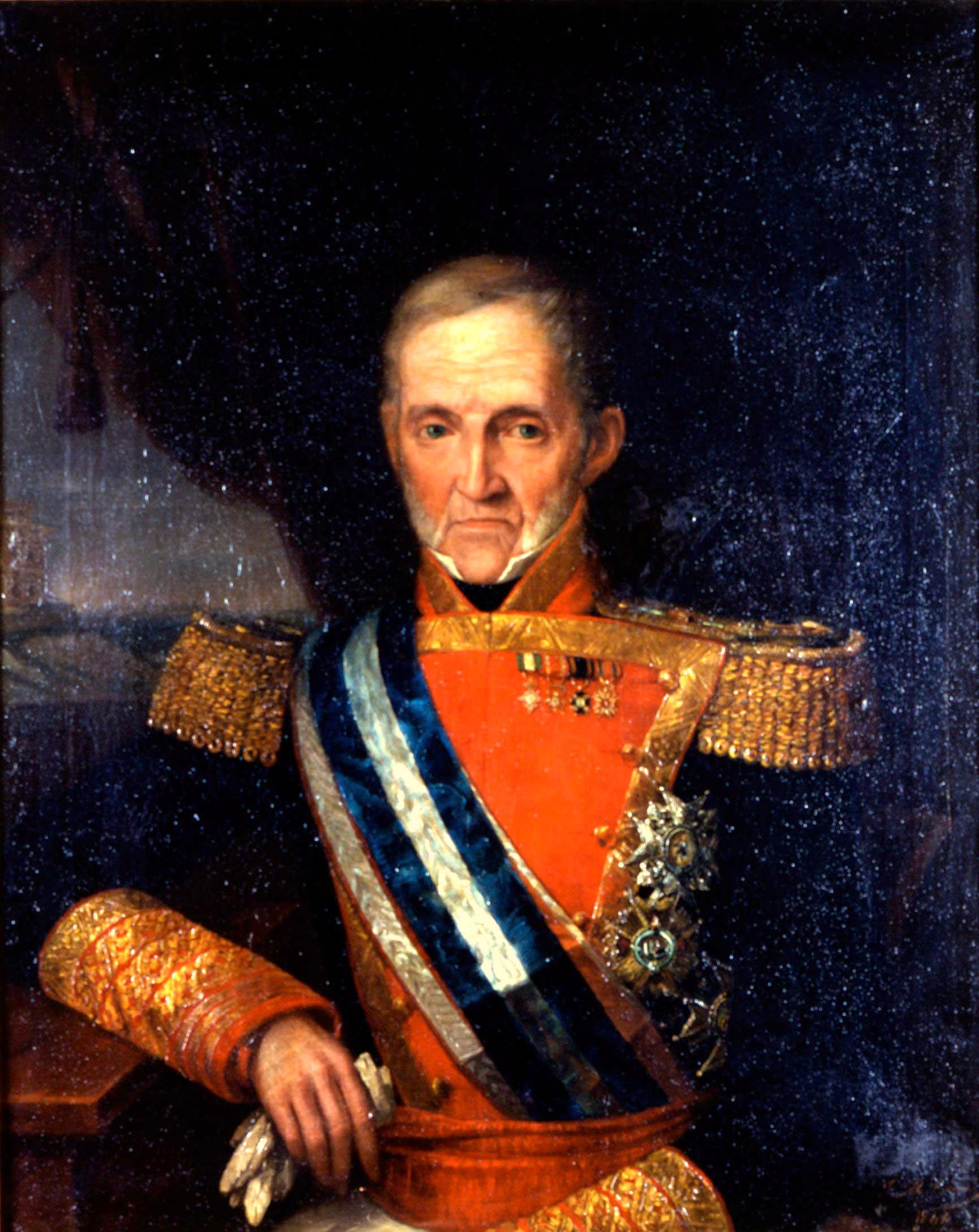
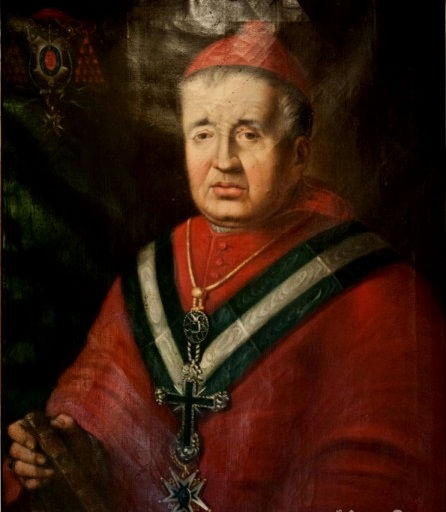
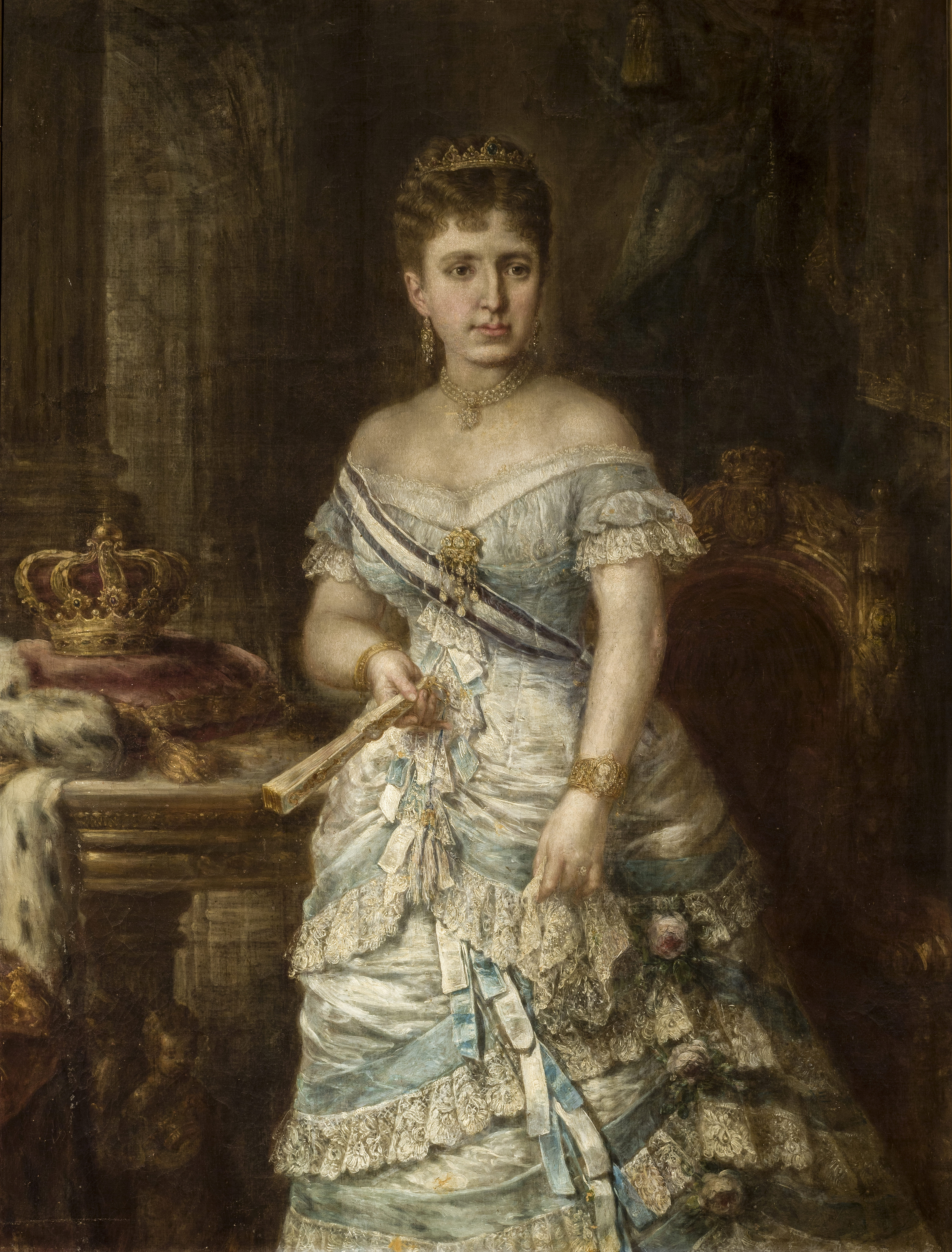
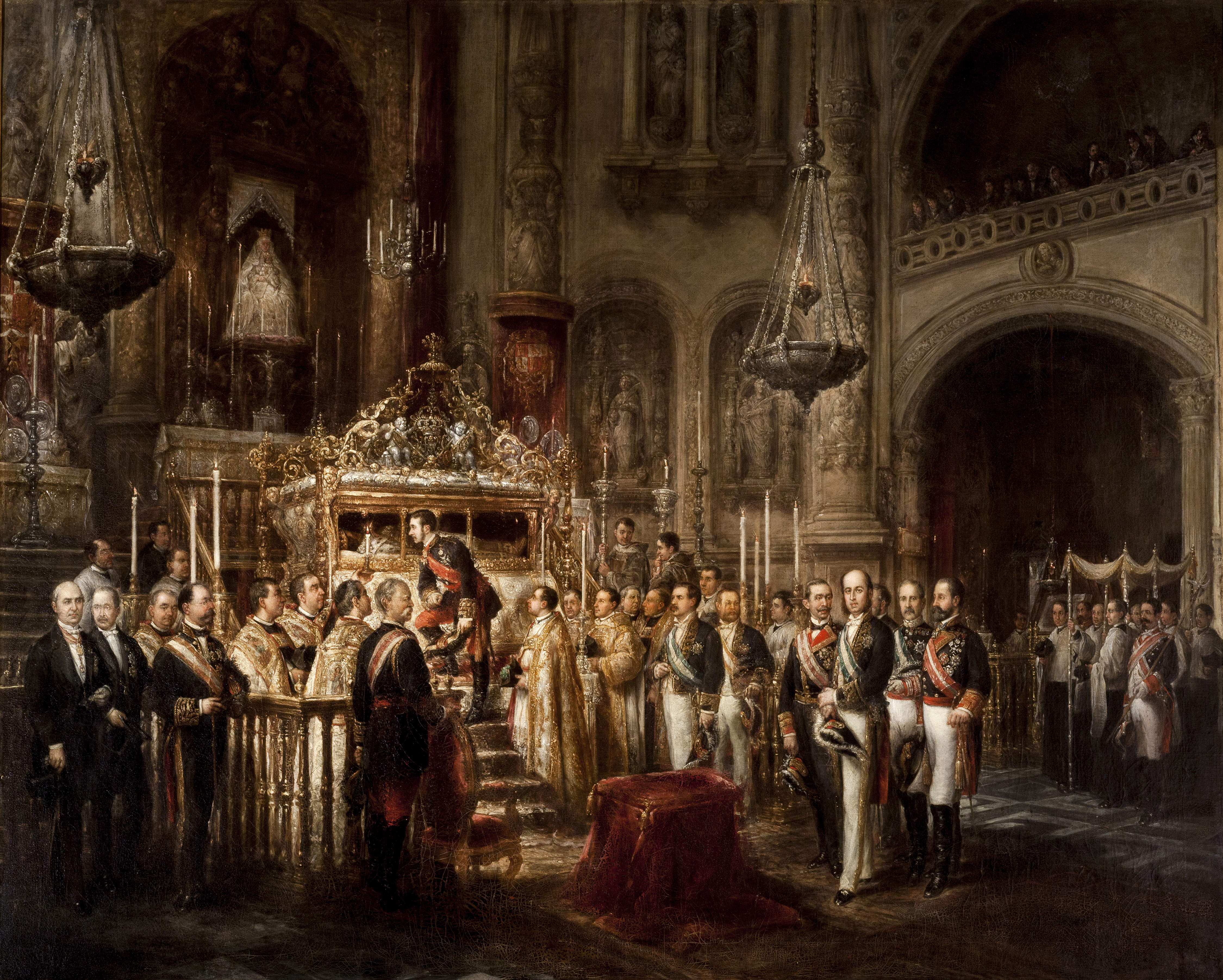
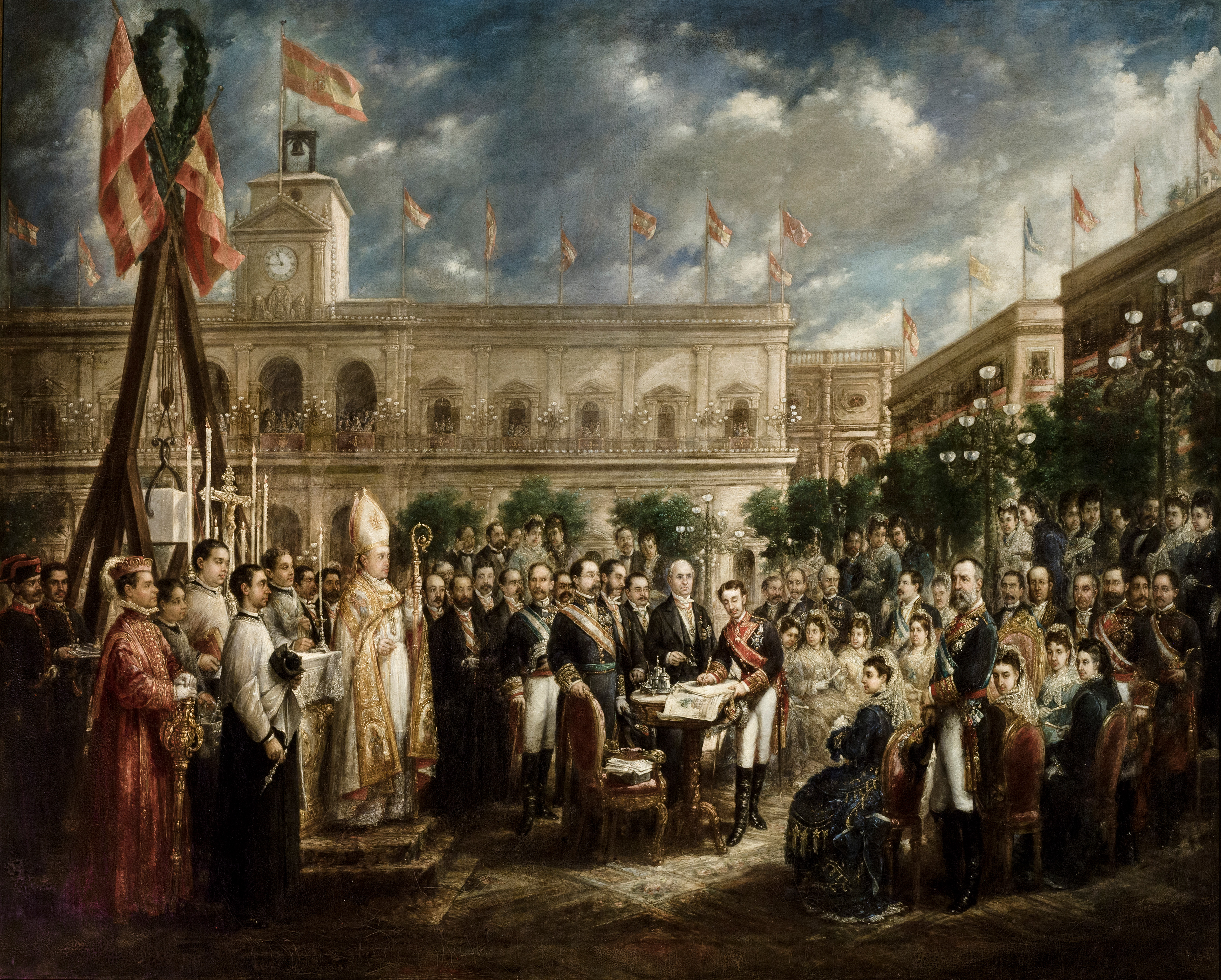
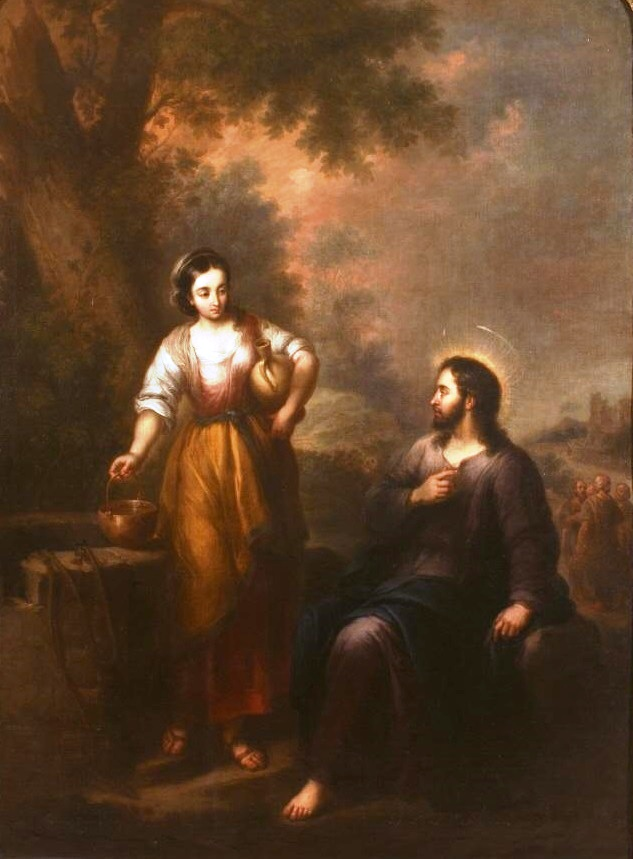